# ماريا تيريزا من البرتغال
انفانتا ماريا تيريزا من البرتغال (24 أغسطس 1855 - 12 فبراير 1944) هي انفانتا برتغالية من بيت براغانزا، فبطبع هي الابنة الثانية لـ ميغيل الأول ملك البرتغال وأديلايد من لوفنشتاين-فيرتهايم-روزنبرغ، أصبحت عن طريق الزواج أرشيدوقة النمسا وكذلك أصبحت سلفة لـ فرانتس يوزف الأول وماكسيميليان إمبراطور المكسيك، وكذلك جدة في القانون لـ كارل الأول أخر أباطرة النمسا.

## الأرشيدوقة النمسا
بعد زواجها من الأرشيدوق كارل لودفيغ من النمسا في 1873، هو شقيق الأصغر لإمبراطور فرانتس يوزف الأول وماكسيميليان إمبراطور المكسيك، بحيث اعتبرت زوجته الثالثة، انجبت له ابنتين كان زواج تخللها بعض المشاكل بحيث كان زوجها يعذبها بعض الشيء، وكذلك أصبحت أمّاً لأبنائه من زوجته الثانية.
تمكنت ماريا تيريزا من الحصول على النفوذ في البلاط بعد انسحاب الإمبراطورة إليزابيث من الحياة السياسية عقب انتحار ابنها، بحيث بدأت في الظهور علناً على الشرفة بجانب الإمبراطور فرانتس يوزف في قصر هوفبرغ الإمبراطوري من عام 1889 حتى وفاة زوجها في 1896، وبعدها غادرت البلاط واضطرت إلى التقاعد.

## الترمل

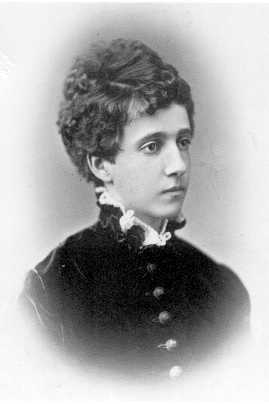
انفانتا ماريا تيريزا دي براغانزا

ومع ذلك بقيت شخصية المؤثرة وراء الكواليس في البلاط حتى بعد وفاة زوجها، فعندما انتشرت الشائعة بالزواجها من أحد خدمها، نفت الخبر، ولم يجر أحد على تفوه بكلمة، خلال الترمل كانت تعيش أيام الشتاء في النمسا، وأيام الصيف في بوهيميا.
شجعت ربيبها فرانس فرديناند الذي كان وريث العرش ودعمته على الزواج من فتاة بوهيمية ليست من طبقة النبلاء الكونتيسة صوفي من تشوتيك رغما عن عائلته الذين رفضوا الزواج، بحيث ذهبت إلى براغ وجلبتها من الدير إلى قصرها، ثم توسلت إلى الإمبراطور فرانتس يوزف الذي وافق أخيراً على الزواج.
بقيت ماريا قريبة من فرانتس فرديناند وزوجته صوفي حتى اغتيالهم في سراييفو في 28 يونيو 1914، وكانت هي من أفشى خبر الوفاة لأبنائهم، ذهبت ورثة العرش إلى الأرشيدوق كارل ابن شقيق فرانتس فرديناند، بحيث لم يحق لأبنائه ورثة العرش لأن زواجه يعتبر زواج مرغنطي.
في 21 نوفمبر 1916 توفي الإمبراطور فرانتس يوزف، وحفيدها في القانون كارل الأول ارتقى إلى العرش، ومع ذلك بقى إمبراطوراً لعامين فقط، بحيث انهارت الإمبراطورية النمساوية المجرية في عام 1918 بعد أن خسرتها الحرب العالمية الأولى، ورحلت بجانب كارل الأول وزوجته زيتا (هي ابنة شقيقتها الصغرى ماريا أنطونيا) إلى المنفى في ماديرا، البرتغال، ولكنه عادت إلى فيينا في نهاية المطاف.
وفي عام 1929 خلال الأزمة مالية، شاركت ماريا تيريزا مع أثنين من وكلاء لبيع قلادة ألماس نابليون التي ورثتها عن زوجها في الولايات المتحدة وبعد سلسلة من محاولات فاشلة باعت قلادة بـ 60,000$، بمعونة من الأرشيدوق ليوبولد من النمسا، أمير توسكانا، الذي ادعى أن ما يقرب 90% من سعر البيع كان بـ«النفقات»، ولما علمت ناشدت ماريا تيريزا المحاكم في الولايات المتحدة، الذي أدى في نهاية المطاف إلى انتعاش سعر البيع، وثم حبس الأرشيدوق، وفرار العميلين من السلطات، ومع ذلك احتفظت ماريا تيريزا بقلادة حتى وفاتها، ثم بيعت لاحقاً.
توفيت ماريا تيريزا في فيينا خلال الحرب العالمية الثانية في عام 1944 من العمر يناهز 88، بعد 48 عاماً من وفاة زوجها.

## الذرية
أنجبت لزوجها أرشيدوق كارل لودفيغ من النمسا (30 يوليو 1833–19 مايو 1896); تزوجوا في 23 يوليو 1873، ابنتين:
| الأسم                      | الميلاد                                | الوفاة                             | ملاحظة                                                  |
| -------------------------- | -------------------------------------- | ---------------------------------- | ------------------------------------------------------- |
|                            |                                        |                                    |                                                         |
| الأرشيدوقة ماريا أنونزياتا | 13 يوليو 1876 في ريتشناو، النمسا-المجر | 8 أبريل 1961 في فادوتس، ليختنشتاين | كانت راهبة في دير في براغ، توفيت غير متزوجة.            |
| الأرشيدوقة إليزابيث أمالي  | 7 يوليو 1878 في ريتشناو، النمسا-المجر  | 13 مارس 1960 في فادوتس، ليختنشتاين | متزوجة في 1903 من الأمير ألويس من ليختنشتاين؛ لهم ذرية. |